# اوزلاغ شاه
اوزلاغ شاه یا اوزلاق برادر کوچک جلال‌الدین خوارزمشاه و پسر سلطان محمد خوارزمشاه بود. ترکان خاتون مادر قدرتمند سلطان محمد هنگام تعیین ولیعهد سلطان محمد، به سبب اختلاف با آیچیچک خاتون (آیچیچک خاتون ، مادر جلال‌الدین خوارزمشاه)، از اوزلاق که تحت نظر خودش تربیت یافته بود، طرفداری کرد. انگیزهٔ دیگر ترکان خاتون در پشیتبانی از اوزلاغ این بود که این جوان از سوی مادر یک قپچاق (هم‌تبار ترکان خاتون) شمرده می‌شد. سرانجام با تلاش ترکان خاتون، سلطان نیز اوزلاق را به ولیعهدی خود برگزید. ترکان خاتون، با نفوذ خود، نظام‌الملک صدرالدین مسعود هروی، وزیرسلطان، را برکنار کرد و یکی از غلامان خود، ناصرالدین (نظام‌الملک) محمد بن صالح، را به وزارت سلطان محمد گمارد. بی‌کفایتی و رشوه‌خواری محمد بن صالح سبب شد که سلطان او را عزل کند، اما ترکان خاتون، محمد بن صالح را وزیر اوزلاق شاه کرد. اوزلاق شاه در آن هنگام ولیعهد بود و به این سبب، اختلاف ترکان خاتون و سلطان محمد بالا گرفت.

سلطان محمد در دوران حمله مغول اوزلاق را خلع و برادر بزرگترش جلال‌الدین را ولیعهد قرار داد. پس از آن طرفداران ترکان خاتون و اوزلاغ شاه درصدد قتل جلال‌الدین منکبرتی برآمدند و جلال‌الدین بناچار به خراسان گریخت و فتوحاتی نیز به دست آورد و قدرت و نفوذی یافت.